# A Woman There Was
A Woman There Was è un film muto del 1919 diretto da J. Gordon Edwards. Fu girato in gran parte a Miami.
Prodotta e distribuita dalla Fox Film Corporation, la pellicola uscì nelle sale il primo giugno 1919. Fu l'ultimo film che J. Gordon Edwards e Theda Bara girarono insieme.
Il racconto Creation's Tears da cui è tratta la sceneggiatura è firmato da Neje Hopkins: in realtà, si tratta dello pseudonimo usato da George James Hopkins, costumista e scenografo abituale di Theda Bara.

## Trama

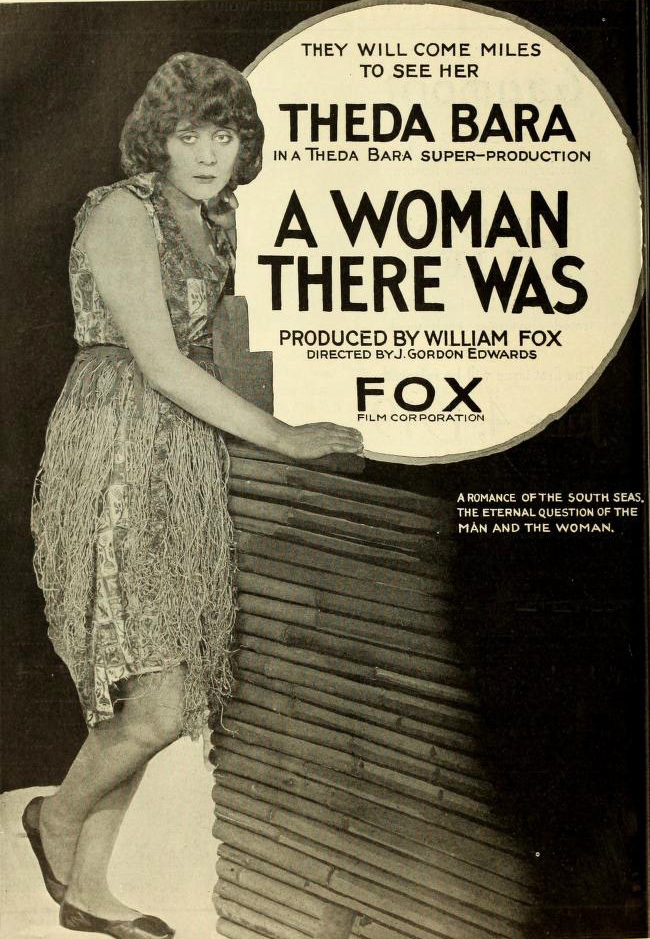
Pubblicità del film sulla rivista The Moving Picture World

A Kolpee, un'isoletta dei Mari del Sud, vive felice una comunità indigena. Zara, la figlia del capo Majah, è fidanzata con un pescatore di perle, Pulke e il loro amore sembra senza ombre. Ma, un giorno, a Kolpee giunge dal New England un missionario, padre Winthrop Stark e Zara si innamora - ricambiata - del giovane pastore. Però questi, quando viene a sapere del legame che unisce Zara a Pulke, rifiuta l'amore della ragazza che, disperata, gli si abbraccia alle ginocchia durante una predica, esternando pubblicamente il suo amore.
Zara salva poi Winthrop dalla gelosia di Pulke e, quando il sacerdote locale decreta di sacrificare il bianco agli dei per placare un tifone in arrivo, la ragazza si immerge nel mare al posto dell'uomo. Stark la salva ma sviene e non riesce a riprendersi. Zara, diventata principessa dopo la morte del padre, ucciso dall'uragano, viene a sapere che la perla nera sepolta con il padre potrebbe salvare Stark. Così la ruba. Stark si riprende, ma la ragazza rimane uccisa incidentalmente da Pulke, mentre sta cercando di riporre la perla al suo posto.

## Distribuzione
Il copyright del film, richiesto da William Fox, fu registrato il 1º giugno 1919 con il numero LP13782. Nello stesso giorno, distribuito dalla Fox Film Corporation, il film usciva nelle sale degli Stati Uniti.
Non si conoscono copie ancora esistenti della pellicola che viene considerata presumibilmente perduta.